# Gustav Gottheil
Gustav Gottheil (geboren am 28. Mai 1827 in Pinne; gestorben am 15. April 1903 in New York) war Reformrabbiner in New York.
Er studierte und wirkte zunächst unter Samuel Holdheim, später in Manchester, ab 1873 am Temple Emanu El in New York.
Er war der Vater von Richard Gottheil.